# E番号

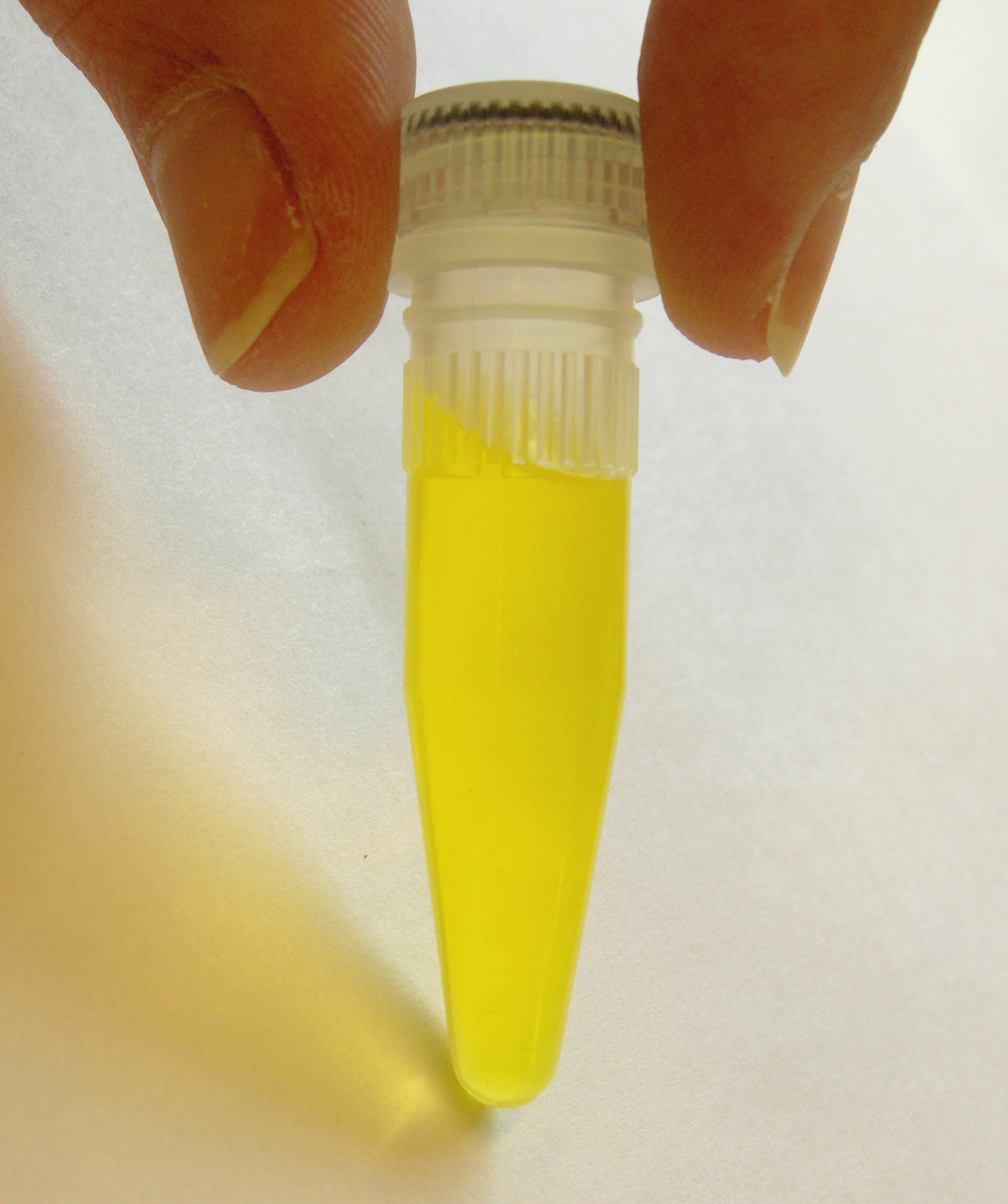
E101 リボフラビンの溶液

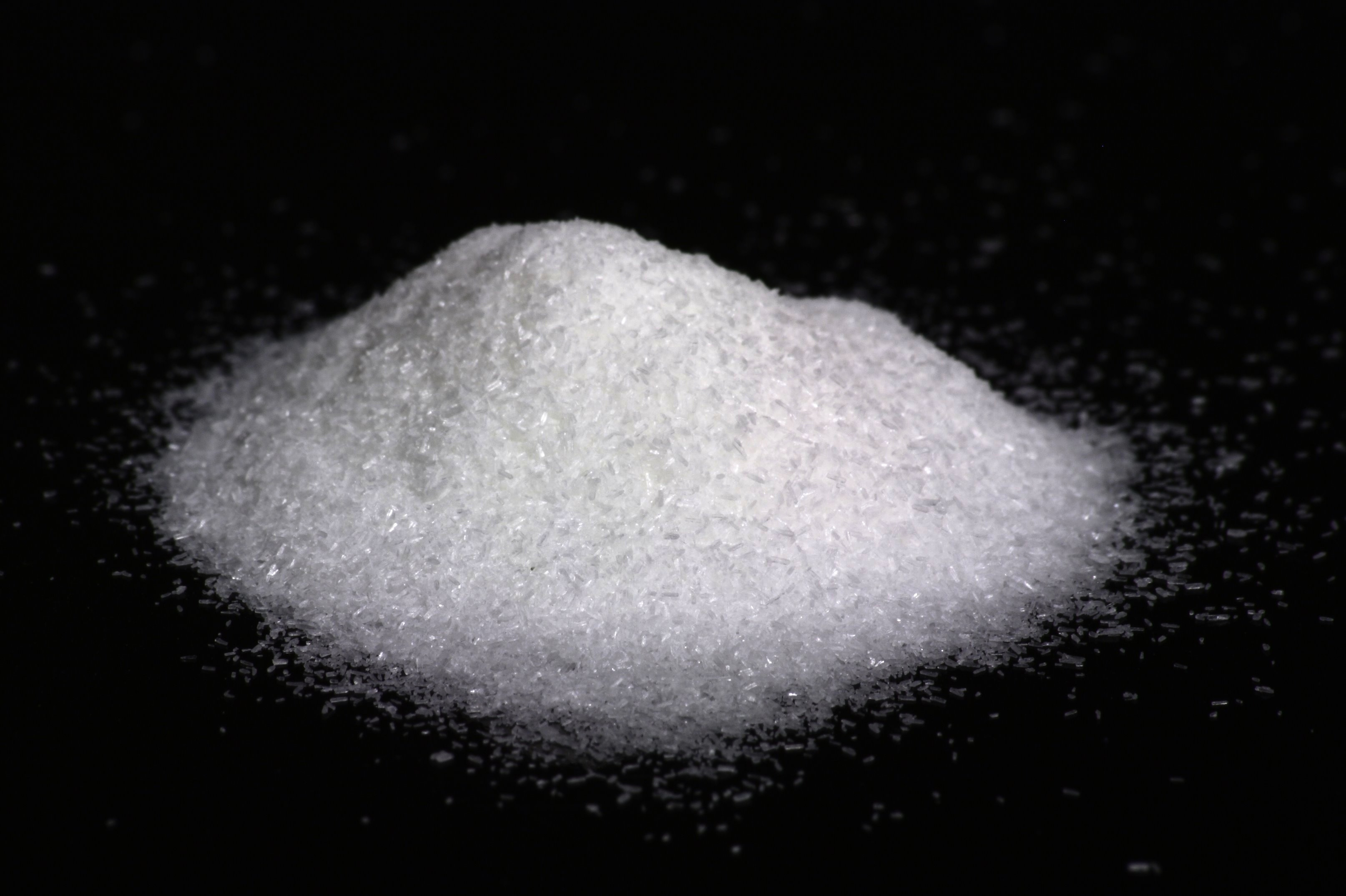
E621 グルタミン酸ナトリウムの結晶（調味料の一つ）

E番号 (E number) は、欧州連合内で使用するために決められている食品添加物に付与される分類番号である（E番号のEはEuropeのEである）。欧州連合では一般的に食品のラベルに記載されている。食品添加物の安全性の評価とその承認は欧州食品安全機関の管轄である。分類方式はコーデックス委員会が定めた国際番号付与体系 (International Numbering System, INS) に従う。INS添加物として認められているもののみが欧州連合でも認可され、INSと同じ番号に接頭辞「E」を付加したE番号が与えられる。
オーストラリアなど、欧州連合以外の地域においても食品添加物表示に用いられる。
初めて承認されたのは着色料のリストで、1962年である。続いて1964年には防腐剤、1970年には抗酸化物質、そして1974年には乳化剤、安定剤、増粘剤およびゲル化剤が追加された。

## 番号による分類
- （註）上記の分類番号の範囲外の化合物もある。また、多くの化合物、特に E400-499 に分類されるものは多様な用途を持つ。